# Кемпбелл (Вісконсин)
Кемпбелл (англ. Campbell) — місто (англ. town) в США, в окрузі Ла-Кросс штату Вісконсин. Населення — 4284 особи (2020).

## Демографія
Згідно з переписом 2010 року, у місті мешкало 4314 осіб у 1925 домогосподарствах у складі 1222 родин. Було 1995 помешкань
Расовий склад населення:
| - 94,9 % — білих - 2,1 % — азіатів - 0,9 % — чорних або афроамериканців - 0,5 % — корінних американців - 0,1 % — вихідців з тихоокеанських островів |

До двох чи більше рас належало 1,2 %. Частка іспаномовних становила 1,0 % від усіх жителів.
За віковим діапазоном населення розподілялося таким чином: 17,8 % — особи молодші 18 років, 65,7 % — особи у віці 18—64 років, 16,5 % — особи у віці 65 років та старші. Медіана віку мешканця становила 45,4 року. На 100 осіб жіночої статі у місті припадало 99,5 чоловіків;  на 100 жінок у віці від 18 років та старших — 98,9 чоловіків також старших 18 років.
Середній дохід на одне домашнє господарство  становив 68 385 доларів США (медіана — 63 879), а середній дохід на одну сім'ю — 76 404 долари (медіана — 67 482). Медіана доходів становила 52 399 доларів для чоловіків та 41 780 доларів для жінок. За межею бідності перебувало 6,8 % осіб, у тому числі 2,4 % дітей у віці до 18 років та 5,4 % осіб у віці 65 років та старших.
Цивільне працевлаштоване населення становило 2402 особи. Основні галузі зайнятості: освіта, охорона здоров'я та соціальна допомога — 25,0 %, виробництво — 13,4 %, роздрібна торгівля — 12,9 %.